# آلهة الطاعون (فلم)
آلهة الطاعون (بالإنجليزية: Gods of the Plague) (بالألمانية: Götter der Pest) فيلم درامي ألماني غربي أبيض وأسود لعام 1970 من إخراج راينر فاسبيندر. الفيلم من بطولة هانا شيجولا - مارجريت فون تروتا - هاري باير. الفيلم يروي قصة رجل يخرج من السجن ويجد المجتمع في الخارج أقل من الجاذبية المعهودة، وبالرغم من وجود العديد من النساء، والشرطة تتبعه، يشرع في العثور على صديق قديم.

## طاقم التمثيل
هانا شيجولا: في دور جوانا ريهير
مارجريت فون تروتا: في دور مارجريت
هاري باير: في دور فرانز والش
جونتر كوفمان: في دور جونتر
كارلا إيجرير: في دور كارلا أولولو
إنجريد كافين: في دور ماجدالينا فولر
جان جورج: في دور شرطي
ماريان سيدوسكي: في دور ماريان والش
يعق كارسونكي: في دور مفتش
ميشا كوتشينا: في دور جو
هانيس جرومبال: في دور مدير سوبر ماركت
ليليث أنجيرر: في دور فتاة
كاترين شاك: في دور مالك مقهى
ليلو بيمبيت: في دور أم
راينر فيرنر فاسبيندر: في دور عميل إباحي
ديفيد مورجان: في دور صائد
توماس شيدر: في دور تومي
كورت راب: في دور رجل في حانة
إيرم هيرمان: في دور نادل
بيتر مولاند
دوريس ماتيس: في دور ماري لويز
إيفا ماديلونج: في دور فتاة
اورسولا ستراتز: في دور صاحبة متجر التحف

## أحداث الفيلم
يُطلق سراح فرانز والش من السجن ويعود إلى صديقته جوانا، التي تغني في ملهى ليلي، وفي الطريق إلى مطعم، تعطيه جوانا المال ليقوم هو بدفع الفاتورة. تختار جوانا الطاولة بثقة وتخبر فرانز أين يجلس، وتنتقده لأشياء بسيطة، وتريد أن تعرف مع من يتحدث عبر الهاتف. يوافق فرانز على مقابلة شقيقه ماريان وصديقته ماجدولينا للعب الروليت. في منتصف اللعبة، يترك جوانا ويغادر هو وشقيقه لزيارة والدتهما التي لا يمكن أن يجرى معها أي محادثة، ويرفض فرانز عرضها للمساعدة بالمال. يحاول فرانز سرقة حقيبة في محطة القطار ويتم القبض عليه، وتظهر ماجدولينا عن طريق الصدفة وتشهد في صالح فرانز، وتصطحبه معها إلى بيتها. يعرف فرانز أن شقيقه وجد مقتولًا في شقة فارغة، وينتقل للعيش مع ماجدولينا، ويمنعها من الذهاب إلى العمل. على الرغم من علمها أنها ستفقد وظيفتها في الجمارك ولن تتمكن بعد ذلك من إرسال الأموال إلى والدتها كل شهر، إلا إنها تقرر عدم الذهاب للعمل، حيث يمكنها ولفترة من الوقت العيش على معاش حصلت عليه.
يلتقى فرانز بصديقه القديم جونتر، «الغوريلا»، في الشارع، وتظهر عليه البهجة التي لا تستمر، عندما يعترف جونتر له أنه أطلق النار على شقيقه لأنه «غني». يسأل فرانز جونتر عما إذا كان يقيم مع جوانا أثناء وجوده في السجن، ويرد جونتر بالإيجاب، ويقول فرانز: «أنا أحبك!». ينتقل جونتر للعيش مع مارجريت وفرانز، وعندما ينفد المال، تقترح مارجريت البحث عن وظيفة، لكن الإثنين يرفضان ويفضلا الحلم بقضاء أجازة في اليونان. عندما أخبرها فرانز أنهم يخططون لسرقة سوبر ماركت، فتقوم بطرده، ويرد فرانز على ذلك بصفعات على وجهها. تكشف جوانا ومارجريت عن خطة المداهمة لمفتش الشرطة. يسمح مارتن مدير السوبر ماركت لفرانز وجونتر بالدخول بعد إغلاق المتجر، وعندما يهاجمونه، يظهر مفتش الشرطة ويطلق النار على فرانز ومارتن؛ يسقط فرانز قتيلا ويهرب جونتر مصابًا يجر نفسه، وقبل أن يموت ينطق بالكلمات: «الحياة ثمينة للغاية..حتى الآن». تحضر والدة فرانز جنازته، وتلتقي بمارجريت وجونا لأول مرة، وينتهي الفيلم وجوانا تقول وهي تبكي: «لقد أحببته كثيرًا».

### الإنتاج
تم تصوير الفيلم في ميونيخ، خلال خمسة أسابيع في أكتوبر ونوفمبر 1969. يعتبر النقاد إنه خامس أفضل فيلم روائي طويل قام فاسبيندر طوال حياته المهنية.

### التحليل
كتبت كاجا سيلفرمان (مؤرخة الفن الأمريكي وصاحبة نظريات في النقد) في دراسة علمية تحمل عنوان «فاسبيندر ولاكان: إعادة النظر في النظرة والصورة»: «أن الفيلم يحمل موضوع وصورة مثالية في أقصى مسافة من بعضهما البعض، وذلك يشهد ببلاغة كبيرة للفنان المتمرد»، كما كتبت أن شخصية مارجريت تحافظ على هويتها من خلال الإشارة المستمرة في مظهرها الخارجي، وتعليقًا على المشهد الذي ترى فيه مارجريت نفسها في ملصق لوجه امرأة شقراء، قالت سيلفرمان: «أنه (إعلان مفترض) وقد لوحظ أيضًا أن الفيلم مليء بالرمزية المثلية».

### استقبال الفيلم
فاز فريق التمثيل والتصوير بالجائزة الذهبية في مهرجان دويتشر فيلمبريس (جوائز الأفلام الألمانية) في عام 1970. كتبت مجلة النقد على الإنترنت (بوب ماترز) عن فيلم آلهة الطاعون: «الفيلم يثبت إتقان المخرج التعبيري». رأى الناقد مايكل كوريسكي أن الفيلم «يوضح في النهاية عدم جدوى الرومانسية وحتمية الموت وذله»، كما كتب الناقد نويل موراي: «أن الفيلم يستكشف محيطه بطرق رائعة، مع لحظات لا تنسى، ويتعرض للعري وعلم الكذب بطريقة تفوق حتى أفلام السينما الأمريكية المنتجة تحت الأرض في ذلك الوقت». كتب جوردان كرونك ناقد مجلة سلانت أن «البراعة الفنية لفاسبيندر تُظهر تقدمًا أكبر في هذا الفيلم، انه استغلال التقليلية في دراما أكثر كآبة». كتبت الناقدة ربيكا براون: «أن الفيلم هو واحد من أفلام فاسبيندر الأكثر روعة من الناحية البصرية، حيث الكاميرا تتناغم بشكل كثيف مع الألوان الداكنة والرمادية والبيضاء في كل مشهد. كما تكثر الصور المركزة للممثلين والديكورات الداخلية المزخرفة جيدًا».
منح موقع الطماطم الفاسدة فيلم آلهة الطاعون، تقييم 80%.

## وصلات خارجية
- آلهة الطاعون (فيلم)
- آلهة الطاعون (فيلم)
- https://www.imdb.com/title/tt0065808/